# 堀切直人
堀切直人（ほりきり なおと、1948年3月20日-　）は、日本の文芸評論家。
横浜市生まれ。早稲田大学第一文学部中退。幻想文学、明治以前の日本、唐十郎などについて評論を行っている。

## 著書
- 『日本夢文学志』冥草舎、1979
- 『迷子論』村松書館 1981
- 『水晶幻想 望遠鏡のなかの日本文学』沖積舎 1982
- 『飛行少年の系譜』青弓社 1988
- 『日本脱出 男は亡命、女は延命 堀切直人評論集』(<昭和>のクリティック) 思潮社 1991
- 『大正幻滅』リブロポート 1992
- 『大正流亡』沖積舎 1998
- 『唐十郎ギャラクシー』青弓社 1998
- 『ヨーロッパ精神史序説』風媒社 1999
- 『野に属するもの』沖積舎 1999
- 『読書の死と再生』青弓社 1999
- 『終末からの再出発』沖積舎 2001
- 『唐十郎がいる唐組がある二十一世紀』（編著）青弓社 2004
- 『明治の精神史 勝海舟から内村鑑三まで』J&Jコーポレーション 2004
- 『本との出会い、人との遭遇』右文書院 2004
- 『浅草 大正篇』右文書院 2005
- 『浅草 江戸明治篇』右文書院 2005
- 『浅草 戦後篇』右文書院 2005
- 『渥美清 浅草・話芸・寅さん』晶文社 2007
- 『新編唐十郎ギャラクシー』(堀切直人コレクション 1) 右文書院 2007
- 『書遥游』(堀切直人コレクション 2) 右文書院 2007
- 『新編迷子論』(堀切直人コレクション 3) 右文書院 2008
- 『原っぱが消えた 遊ぶ子供たちの戦後史』晶文社 2009
- 『子供たちはみんな表で遊んでた』右文書院 2009
- 『グレートシフト完全ファイル 真の和の日本人〈トルゥーハーモニー〉たちよ!今こそ地球アセンションをリードしなさい』ヒカルランド　2012　超☆どきどき
- 『寺田寅彦語録』論創社　2012

## 編纂
- 日本幻想文学集成 3 夢野久作 国書刊行会 1991.4
- 日本幻想文学集成 10 岡本かの子 国書刊行会 1992.1
- 日本幻想文学集成 18 豊島与志雄 国書刊行会 1993.3
- 日本幻想文学集成 27 宇野浩二 国書刊行会 1994.8

## 参考
- 文藝年鑑